# Cœnwulf merciai király
Cœnwulf, más írásmóddal Coenwulf, vagy Cenwulf (angolszászul: COENVVLF CVÞBRYHTING MIERCNA CYNING), (? – 821) Mercia királya 796-tól haláláig; megőrizte az Offa király alatt létrejött merciai erőfölényt.
Távoli rokona, Ecgfrith halála után került a trónra. A merciai fennhatóságú kenti felkelés alatt megpróbálta átteni az angolok székhelyét Canterburyből Londonba. A lázadás leverése (798 k.) után lemondott tervéről, s testvérét Kent csatlós királyává tette. Cœnwulf a northumbriai  Eardwulffal is vívott egy kisebb háborút (801–802), majd a walesiek elleni támadás során (valószínűleg természetes halállal) halt meg. Fivére, Ceolwulf követte a trónon.